# Alex Rodríguez (Baseballspieler)
Alexander Emmanuel Rodríguez, Spitzname A-Rod, (* 27. Juli 1975 in New York City, New York) ist ein ehemaliger US-amerikanischer Baseballspieler dominikanischer Abstammung in der Major League Baseball (MLB) und gilt als einer der besten Baseballspieler seiner Generation. Im November 2009 gewann er mit den New York Yankees die World Series.

## Karriere
Als auf dem Territorium der Vereinigten Staaten Geborener besitzt Rodríguez sowohl die US-amerikanische als auch die dominikanische Staatsbürgerschaft. Seine Familie zog mit ihm zurück in die Dominikanische Republik, als er vier Jahre alt war. Vier Jahre später zogen sie nach Miami, Florida. Dort spielte er Baseball an der Westminster Christian High School. Sein Talent war so beeindruckend, dass er ein Angebot der University of Miami bekam. Er lehnte mit der Begründung ab, er würde nie Collegebaseball spielen.
Alex Rodríguez begann seine Karriere bei den Seattle Mariners in den Minor Leagues als Shortstop im Jahr 1993 und wurde im Jahr 1994 in die Profimannschaft aufgenommen. Zwischen 1994 und 2000 spielte er für die Mariners, von 2001 bis 2003 bei den Texas Rangers. Seit der Saison 2004 spielte er für die New York Yankees. Bei den Yankees wurde er zuerst auf der Position des 3. Baseman eingesetzt, später überwiegend als DH (Designated Hitter).
Die Saison 1998 beendete er mit 42 Home Runs und 46 Stolen Bases, womit er als erst dritter Spieler in der Geschichte der MLB in den 40-40 Club einzog.
Im Jahr 2001 unterschrieb er einen Vertrag bei den Texas Rangers für 252 Millionen US-Dollar über 10 Jahre (das sind in etwa 150.000 US-Dollar pro Spiel). Das führte zu Irritationen bei den Fans der Seattle Mariners, die ab diesem Zeitpunkt jeden Auftritt Rodríguez’ in Seattle mit lauten Pfiffen begleiteten.
Sein erstes All-Star-Game absolvierte er 1996 und war bis 2008 Stammspieler des AL All Star Teams, wurde 2009 jedoch nicht berücksichtigt.
Seine herausragenden Leistungen finden ihren Niederschlag in der Zahl der Home Runs (insgesamt 696 und damit Platz 5 auf der ewigen Bestenliste) und bei RBIs (Rang 2 aller aktiven Spieler – Rang 20 in der ewigen Bestenliste). Den Meilenstein von 2500 Hits hat er ebenfalls hinter sich gebracht (siehe Infobox).
Am 4. August 2007 schlug er seinen 500. Home Run im Alter von 32 Jahren und acht Tagen, womit er zum jüngsten Spieler wurde, dem diese Leistung gelang. Damit brach er den Rekord von Jimmie Foxx aus dem Jahre 1939, der bei seinem 500. Home Run 32 Jahre und 338 Tage alt war. Er benötigte 1855 Spiele, um den Rekord zu brechen. Nur zwei Spieler schafften es schneller: Mark McGwire (1639 Spiele) und Babe Ruth (1740 Spiele).
Genau drei Jahre später, am 4. August 2010, schlug er seinen 600. Home Run. Mit 35 Jahren und acht Tagen wurde er zum jüngsten Spieler, dem dies gelang. Damit brach er den Rekord von Babe Ruth aus dem Jahre 1931, der bei seinem 600. Home Run 36 Jahre und 196 Tage alt war. Allerdings benötigte A-Rod 2227 Spiele um den Meilenstein zu erreichen, Babe Ruth nur 2044. Seine größten persönlichen Erfolge waren die Wahlen zum MVP in den Jahren 2003, 2005 und 2007.
Am 13. Dezember 2007 unterschrieb A-Rod einen neuen 10-Jahres-Vertrag bei den New York Yankees, der ihm Einkünfte in Höhe von insgesamt 275 Millionen US$ garantierte. Es handelte sich dabei um den bis dato höchstdotierten Vertrag in der Geschichte der Major League Baseball. Weitere Bonifikationen in Millionenhöhe würden fließen, falls A-Rod Meilensteine erreichen sollte, zum Beispiel die Rekorde der meisten Home Runs. Dadurch wurde Rodriguez 2011 mit einem Jahresgehalt von 32 Millionen US$, neben dem philippinischen Boxer Manny Pacquiao, zum bestbezahltesten Sportler der Welt. Überboten wurde sein Jahresgehalt im Januar 2014 durch die Vertragsverlängerung von Clayton Kershaw mit den Los Angeles Dodgers (215 Mio.US$ für 7-Jahres-Vertrag).
Im Februar 2009 gab Rodríguez in einem ESPN-Interview zu, in den Jahren 2001 bis 2003 mit Steroiden gedopt zu haben.
Im November 2009 gewann er zum ersten Mal in seiner Karriere die World Series. Während der gesamten Postseason war er in jeder Hitting-Statistik unter den besten fünf, bei RBIs und Home-runs sogar auf Platz eins und zwei.

### Doping-Sperre
Am 5. August 2013 wurde Rodríguez wegen unerlaubten Dopings vom MLB-Chef Bud Selig für 211 Spiele, bis zum Ende der Saison 2014, gesperrt. Er war einer der Hauptverdächtigen im Biogenesis Baseball Skandal. Zwölf weitere Spieler wurden für jeweils 50 Spiele gesperrt. Rodríguez fasste aufgrund seiner Doping-Vorgeschichte mit Steroiden die höchste Strafe aus. Sein Anwalt kündigte bereits vor der Verkündigung der Sperre rechtliche Schritte an, vor allem weil Rodríguez nur aufgrund von Indizien verurteilt worden sei und es keinen positiven Dopingbefund gebe. Rodríguez legte Einspruch ein und durfte die Saison 2013 zu Ende spielen.
Am 11. Januar 2014 wurde im Rechtsstreit zwischen Liga und Rodríguez die ursprüngliche Sperre von 211 Spielen auf 162 Spiele reduziert, bis zum Ende der Saison 2014 und die Playoffs einschließend. Richter Fredric Horowitz, der im Rechtsstreit als Schlichter fungierte, sah es als erwiesen an, dass Rodríguez sich zusammen mit zwölf weiteren Profis in einer Biogenesis Anti-Aging-Klinik in Südflorida mit leistungssteigernden Mitteln behandeln ließ. Bei den Untersuchungen hatte der ehemalige Leiter dieser Klinik, „Doktor“ Anthony Bosch, ausgesagt, er habe Rodríguez mit sechs verbotenen Substanzen versorgt, darunter Testosteron, Insulin und Wachstumshormon. Alex Rodríguez kündigte zunächst eine Klage gegen die Profiliga MLB und die Spielergewerkschaft an und will eine Aufhebung der aus seiner Sicht "vollkommen ungerechtfertigten" Sperre erreichen. Auf seiner Facebook-Seite schrieb er: „I am confident that when a Federal Judge reviews the entirety of the record, …. that the judge will find that the panel blatantly disregarded the law and facts, and will overturn the suspension.“ Später verkündete der 38-jährige Rodríguez auf einer Pressekonferenz in Mexiko-Stadt jedoch eher akzeptierend: "Die Liga könnte mir für das Jahr 2014 sogar einen Gefallen getan haben, denn ich habe 20 Jahre ohne Pause durchgespielt. 2014 werde ich mich nun mental erholen und körperlich auf ein neues Kapitel meines Lebens vorbereiten." Trotz des Banns lassen die Drogenregeln im Baseball zu, dass Rodríguez am Frühlingstraining teilnehmen und Testspiele bestreiten kann.
Am 7. August 2016 gab Alex Rodriguez auf einer Pressekonferenz sein Karriereende bekannt. Beim MLB-Heimspiel am 12. August gegen die Tampa Bay Rays wird Rodriguez zum letzten Mal für die New York Yankees auflaufen. Er erhält von den Yankees einen Vertrag als Berater und Jugendtrainer bis zum 31. Dezember 2017.

## Privates

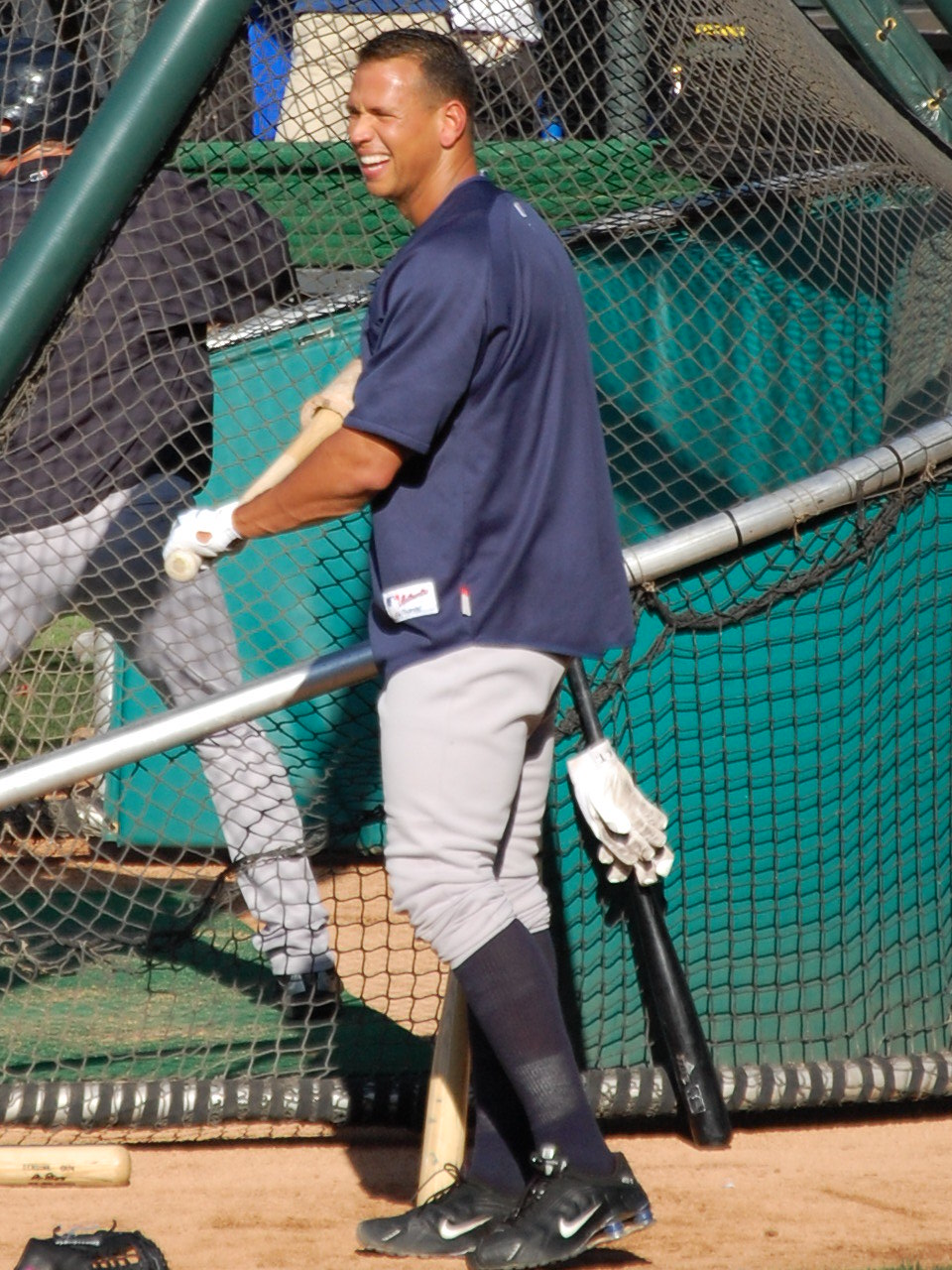
Alex Rodríguez beim Training

Alex Rodríguez heiratete Cynthia Scurtis am 2. November 2002 und wurde am 18. November 2004 Vater einer Tochter. Am 21. April 2008 brachte seine Frau eine weitere Tochter zur Welt.
Anfang Juli 2008 gab es Gerüchte, Rodríguez habe eine Affäre mit Madonna. Am 4. Juli 2008 gab seine Frau Cynthia bekannt, sie wünsche die Scheidung, die im September 2008 vollzogen wurde.
Während des Jahres 2010 hatte Rodríguez ein Verhältnis mit der Schauspielerin Kate Hudson.
Von Juli 2010 bis September 2011 führte er eine Beziehung mit der Schauspielerin Cameron Diaz. Ab ca. Februar 2017 führt der Baseballspieler eine Beziehung mit Jennifer Lopez, mit der er sich im März 2019 verlobte. Im April 2021 gab das Paar die Trennung bekannt.